# Volcanes de lodo de Azerbaiyán

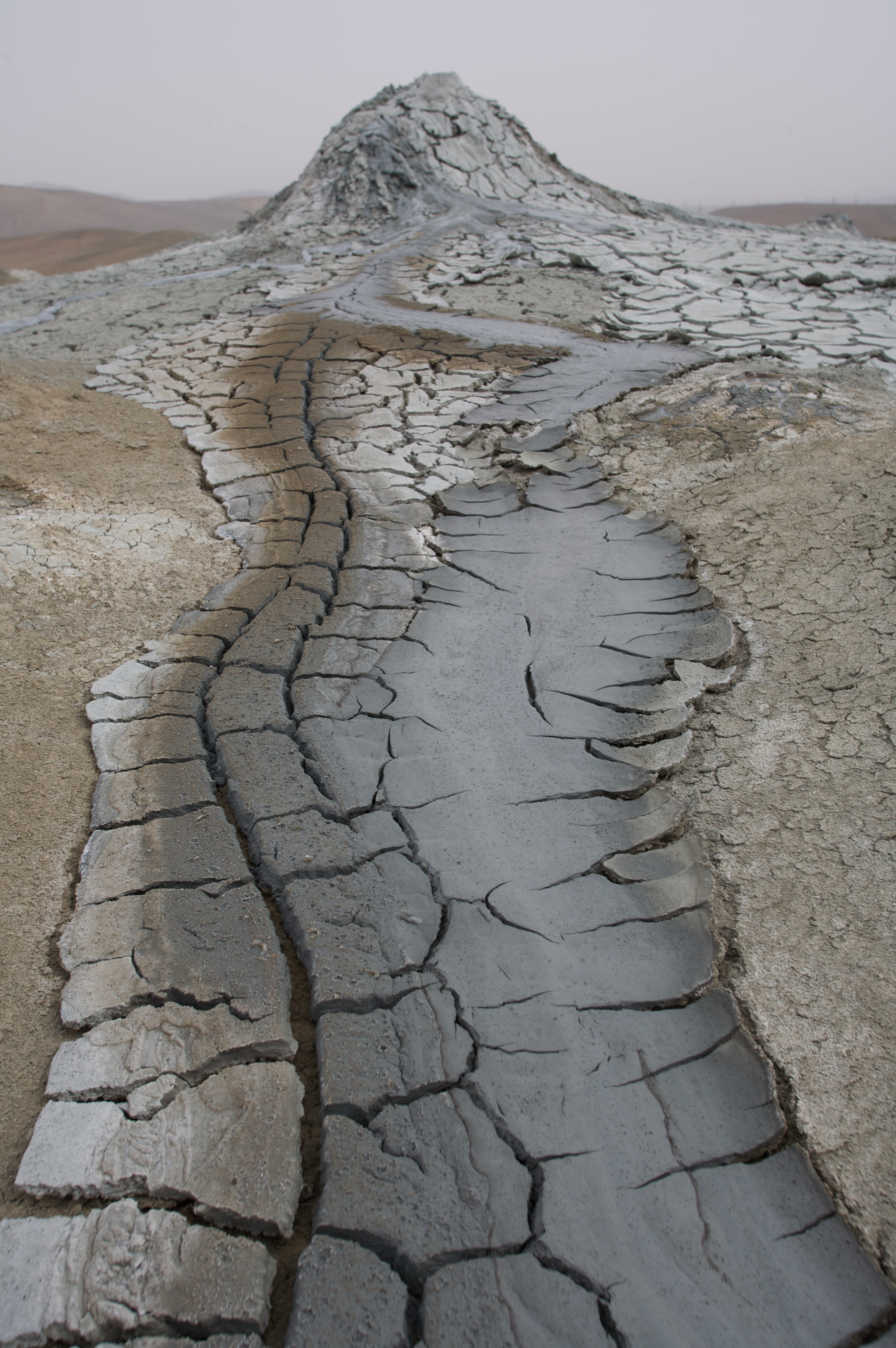
Volcán de lodo "Perkishgul"

Volcanes de lodo son emanaciones de gas que forman un cono y cráter de no gran altura del que emana una arcilla hidratada que suele formar lagunas burbujeantes. En el mundo hay alrededor de 700 volcanes de lodo y se estima que unos 300 están en los alrededores del Mar Caspio, en las Reservas de Azerbaiyán. Los volcanes de lodo de Azerbaiyán tienen arcilla muy hidratada por lo que la altura del cono no es muy elevada, de apenas unos pocos metros. En cambio, si el lodo es poco hidratado, los conos volcánicos pueden alcanzar varios metros. Químicamente, el lodo volcánico está compuesto en su mayoría de sílice y como la solución de barro no contiene sustancias tóxicas relevantes, es común ver a turistas y locales tomando baños terapéuticos en los cráteres de estos volcanes. Azerbaiyán mantiene el primer lugar en el mundo por el número de volcanes de lodo. El área total de los volcanes de lodo en Azerbaiyán es de 16000 kilómetros cuadrados. El territorio de los volcanes de lodo es la península de Apsherón, llanura de Kuryan Inferior, archipiélago de Bakú y frontera con Georgia. En Azerbaiyán los volcanes se forman por una mezcla de agua caliente y sedimentos finos que exhalan lentamente de un hoyo profundo en el terreno. Las  erupciones tienen una temperatura de 2-3 °C  sobre la temperatura ambiental.  

## Las Reservas
En 2001 se estableció Reserva Natural del Estado del grupo de volcanes de lodo de Bakú y Península de Absheron. Por el aspecto natural y la característica geológica,a  los 23 volcanes  de lodo han dado el estatuto del monumento natural. Con el fin de organizar una protección fiable de estos volcanes, con la participación de especialistas de Ministerio de Medio Ambiente y Recursos Naturales de la Academia Nacional de Ciencias, ha sido establecido El Consejo de Coordinación de la Ciencia de volcanes de lodo .

### La reserva Estatal de Gobustán
La Reserva Estatal de Gobustan se encuentra a más de 60 kilómetros al sur occidente de Bakú. En 1966 la región Gobustán fue declarada como un monumento histórico nacional de Azerbaiyán en un intento de conservar las antiguas tallas, volcanes de lodo y piedras de gas en la región. Y en el mismo año fue establecido el Parque Nacional de Gobustán. En 2007 el Parque Nacional de Gobustán fue declarado Patrimonio de la Humanidad por la Unesco.

## Los volcanes
Algunos de los volcanes en esta zona han creado islas, tanto permanentes como temporales, además de los bancos submarinos. Entre los volcanes de lodo más grandes del mundo están Boyuk Khanizadagh y Turaghai, que se encuentran en Azerbaiyán.
Volcanes de lodo, conocidos entre la población local como el Pil-pile, salpican el paisaje; estos volcanes conocieron erupciones esporádicas en los tiempos antiguos que dieron lugar a la emisión de millones de toneladas de tierra y miles de millones de metros cúbicos de gases combustibles.
En el mar Caspio hay más de 140 volcanes submarinos.  8 islas de Archipiélago Bakú son volcanes de lodo por origen.
Más o menos, cada 20 años, uno de los volcanes de barro de Azerbaiyán se encenderá profundamente debajo de la superficie y creará una explosión masiva. Generalmente los no son peligrosos para las personas, ya que están lejos de la mayoría de los centros de las ciudades. Desde el año 1810 en 50 volcanes, que están situadas en el territorio de Azerbaiyán han ocurrido alrededor de 200 erupciones. La erupción de los volcanes de lodo casi siempre está acompañada de los explosiones fuertes y ruidos subterráneos.
En el 2001, uno de los volcanes de repente empezó a botar llamaradas que alcanzaron hasta los quince metros.
El 5 de septiembre de 2004, el mayor volcán de lodo en el territorio de Azerbaiyán se añadió  al  Libro Guinness de los récords.
El 13 de octubre de 2014 el volcán de lodo Keleki hizo erupción hoy en el suburbio de Binagadi, Bakú. El volcán generó columnas de masa volcánica de hasta 200 metros de alto. La erupción fue acompañada de una fuerte explosión.
El 6 de febrero de 2017 un volcán de lodo ha entrado en erupción en un suburbio de Bakú. 

### Galería

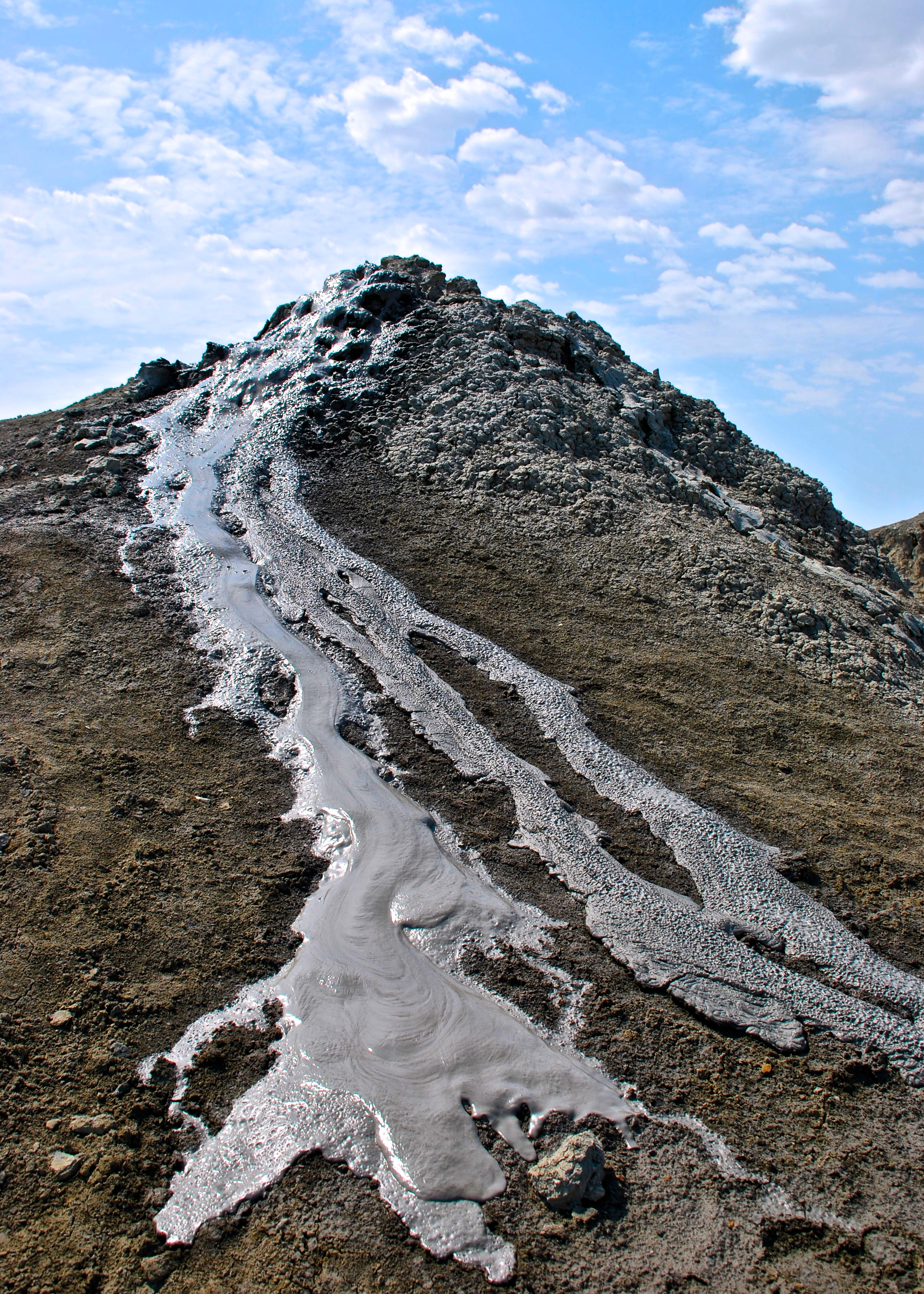
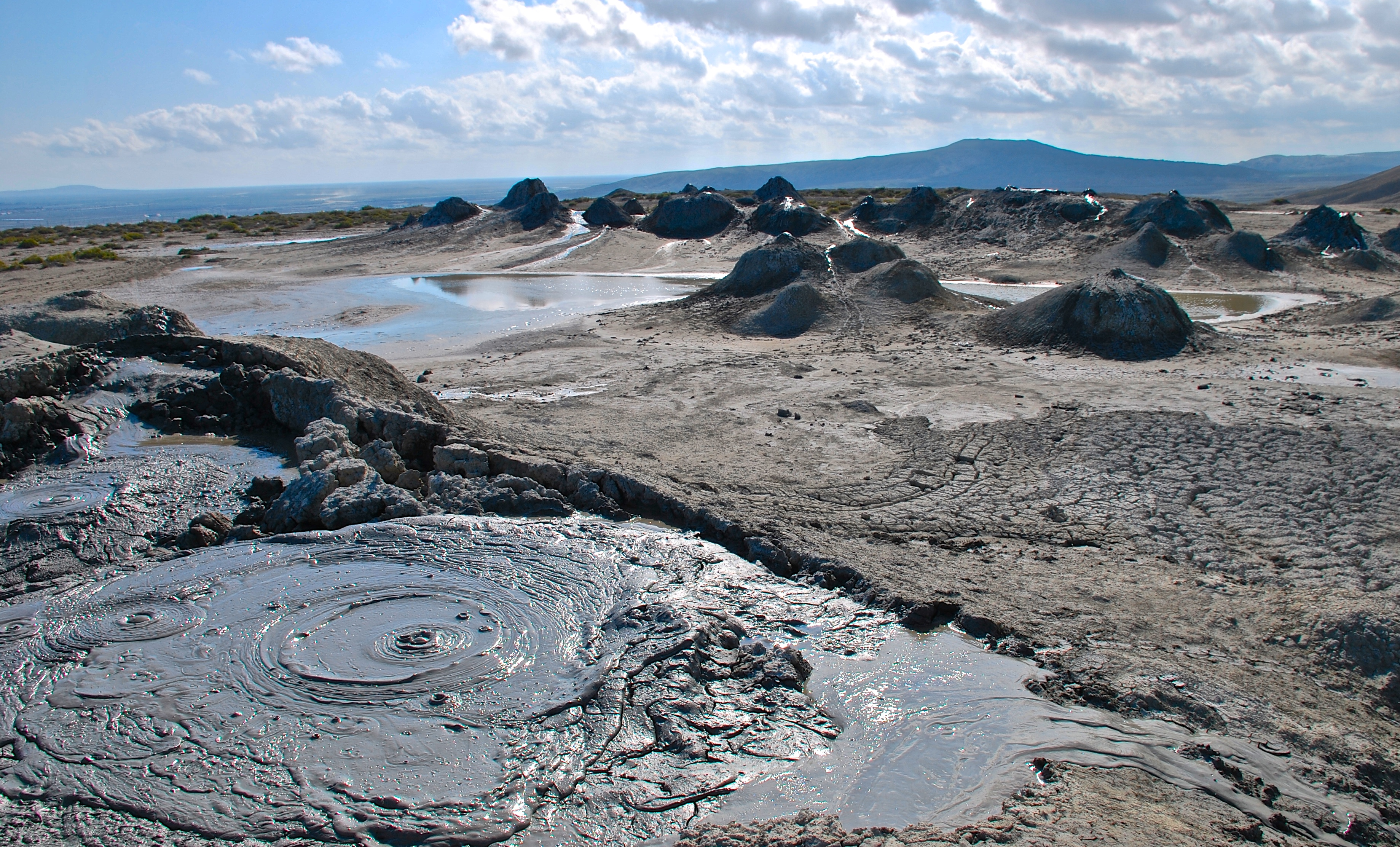
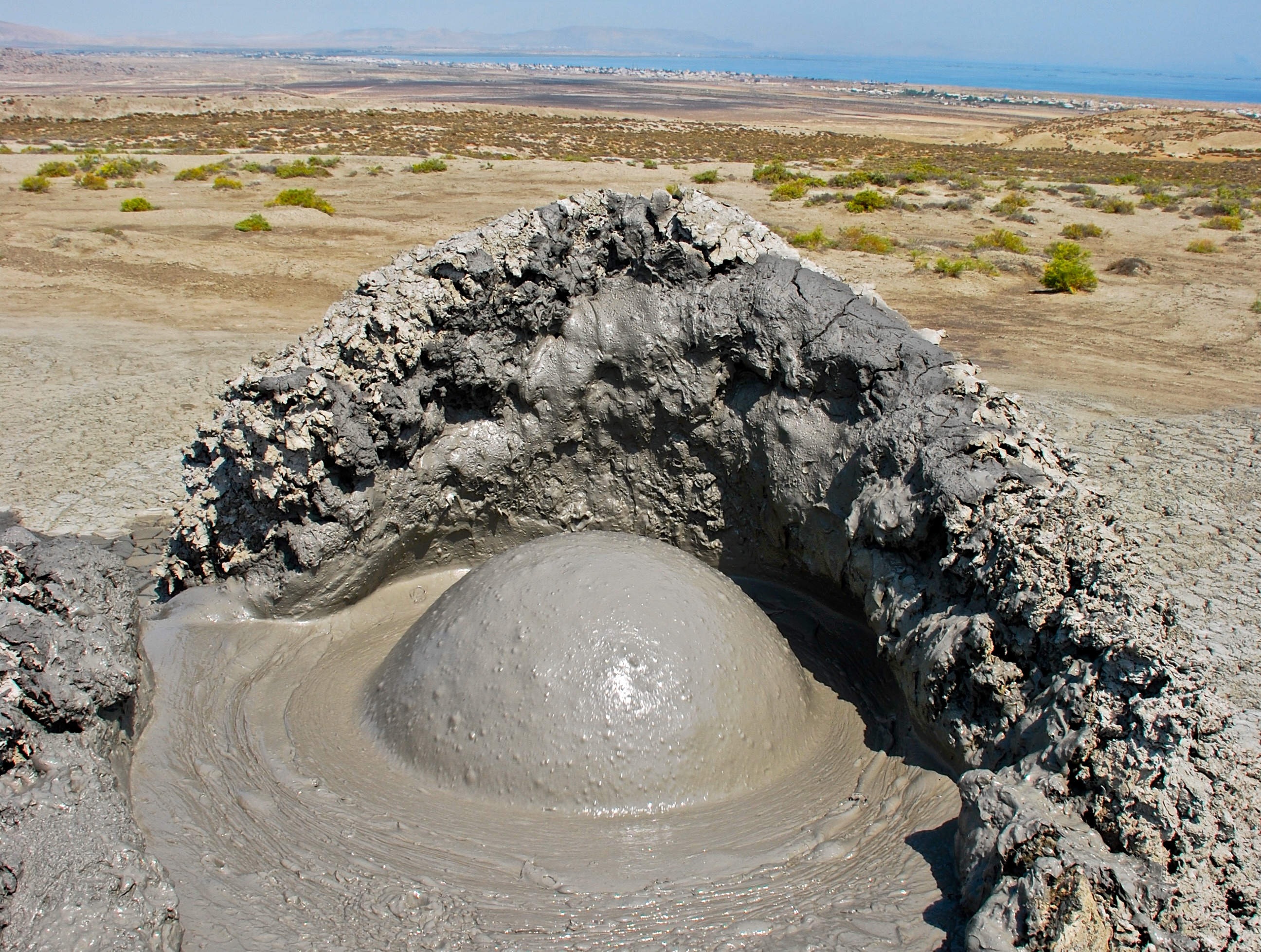
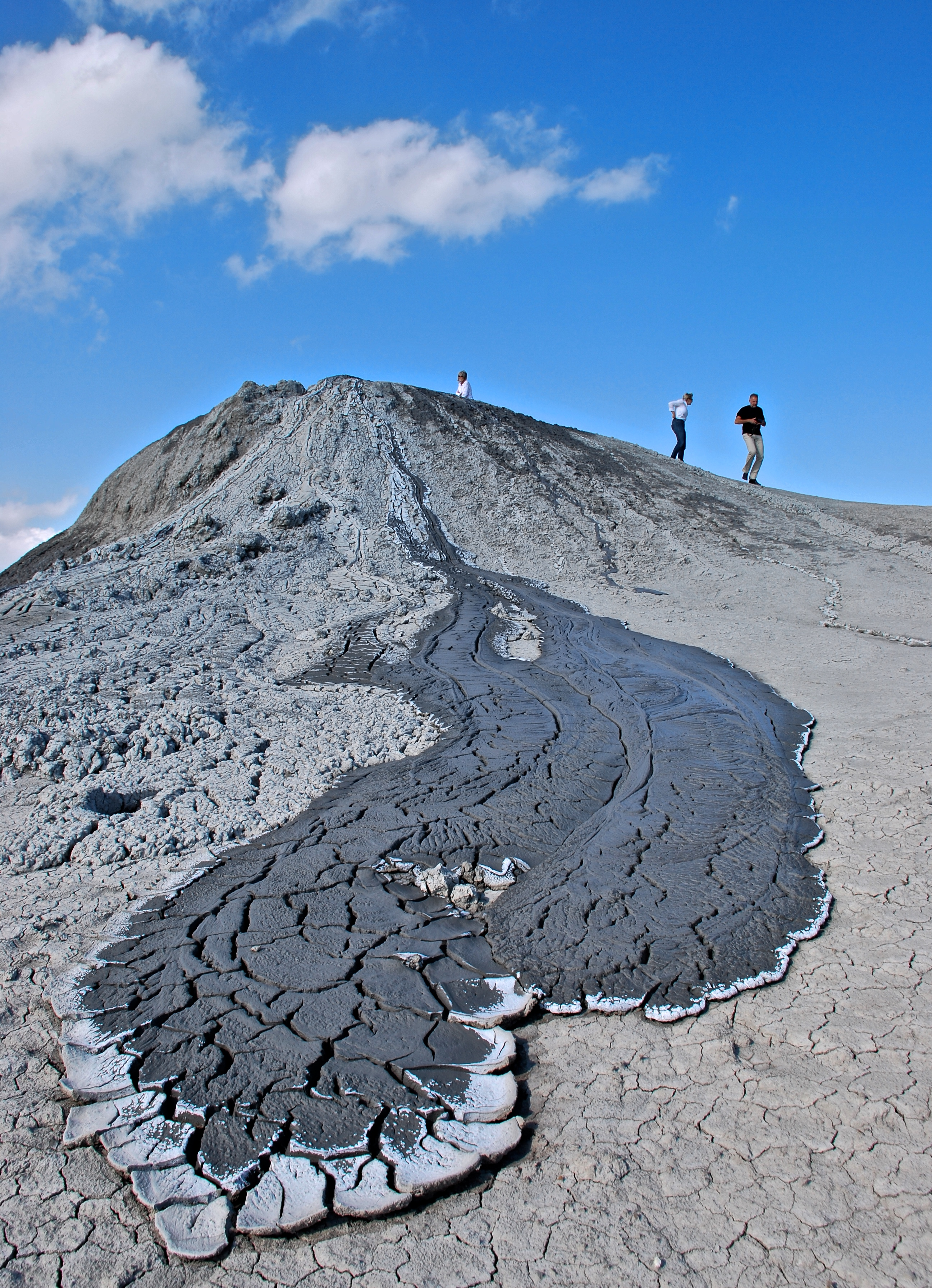
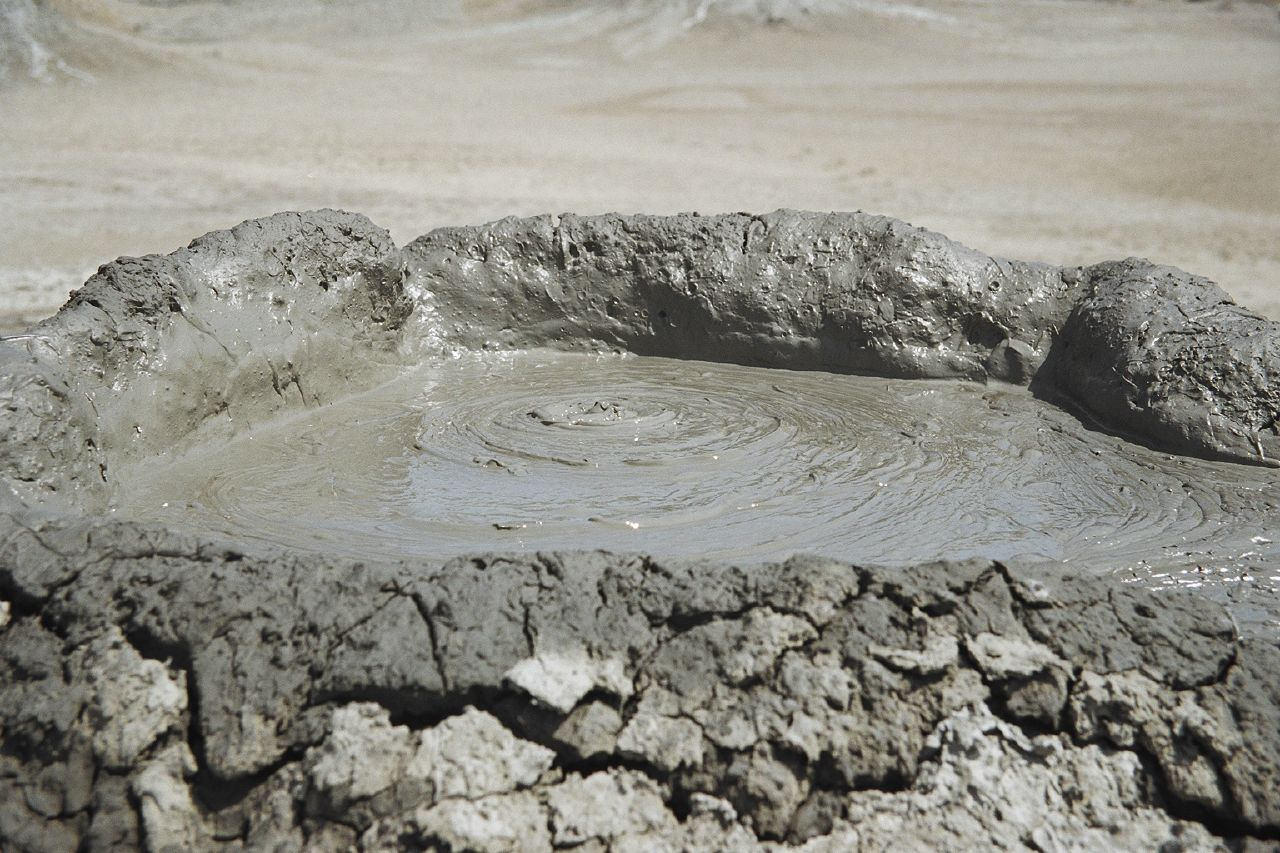
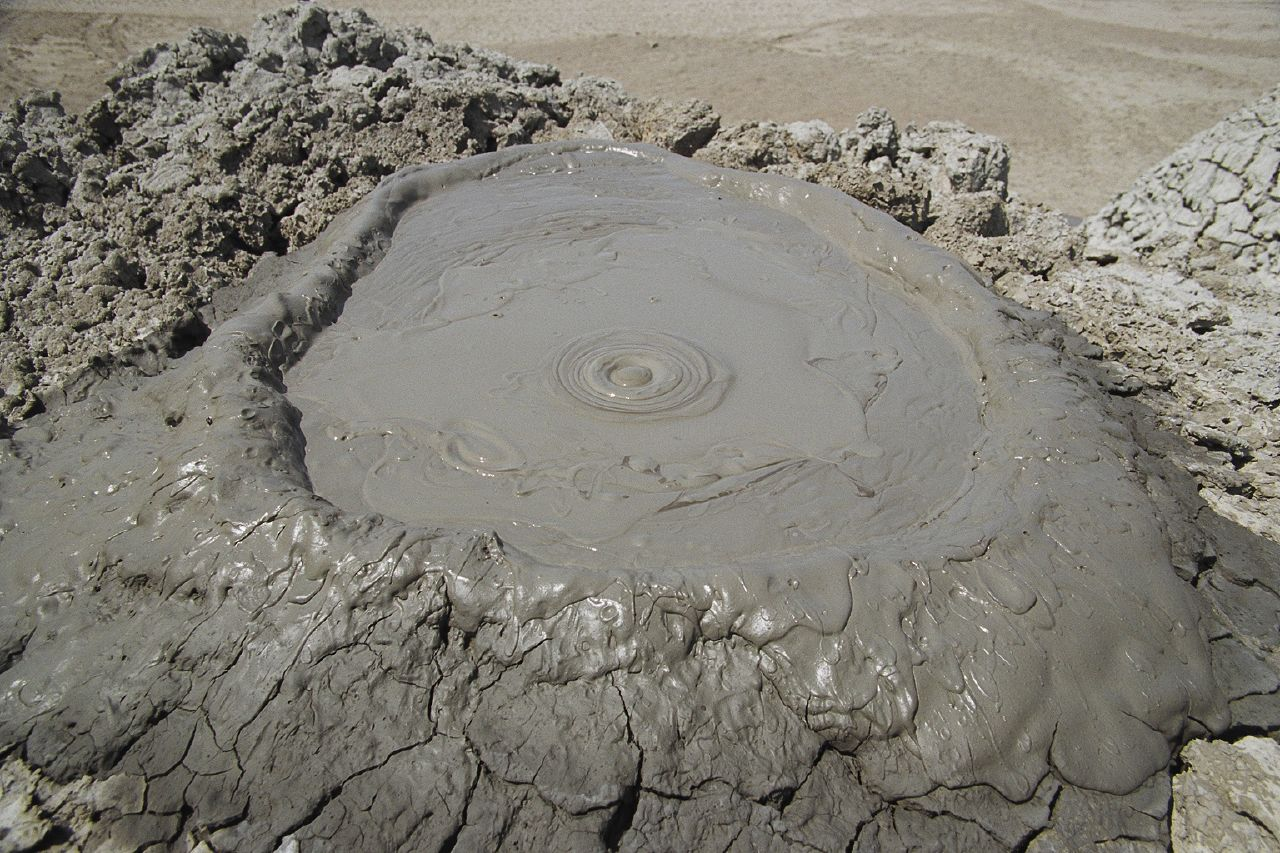
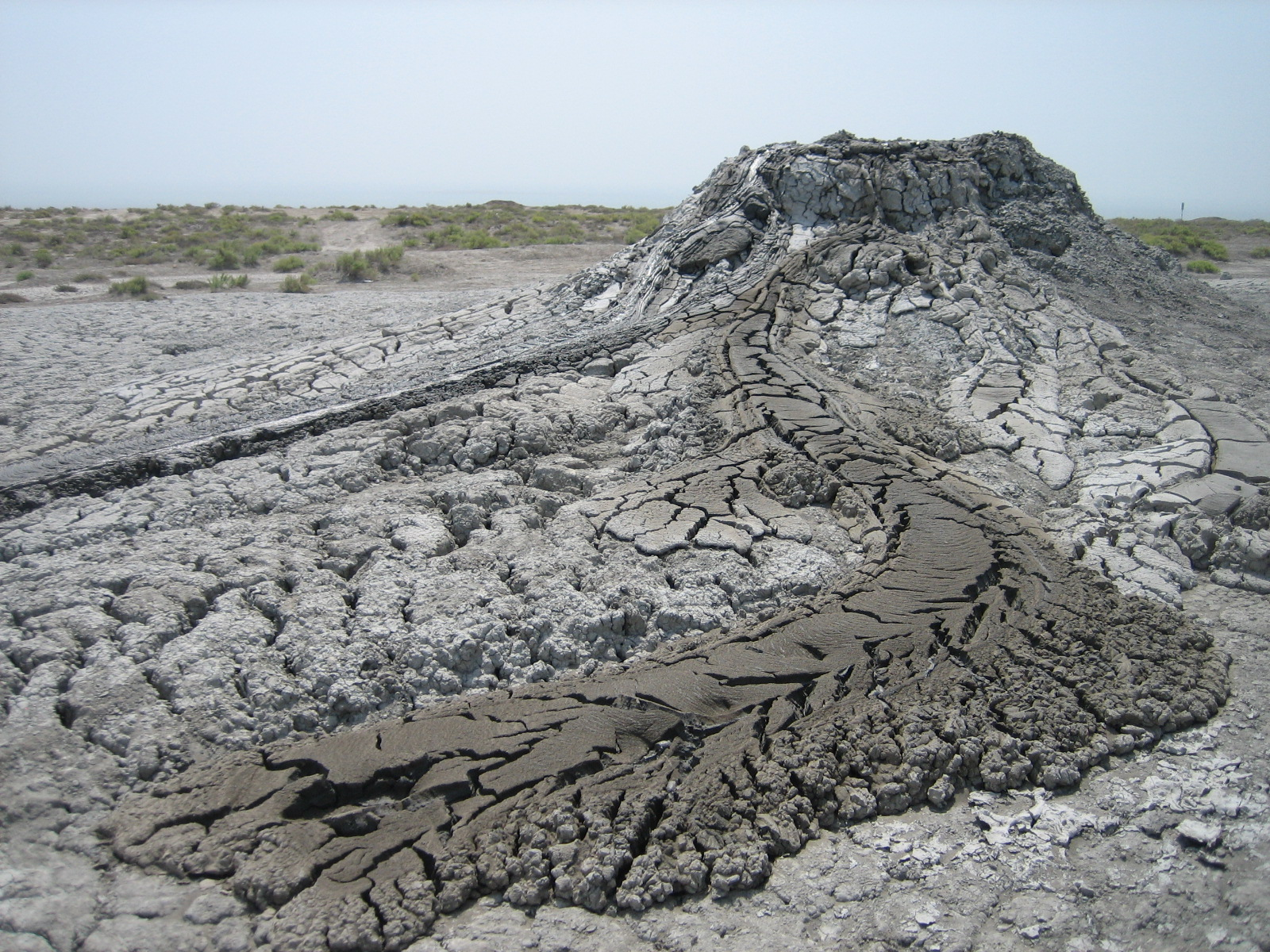
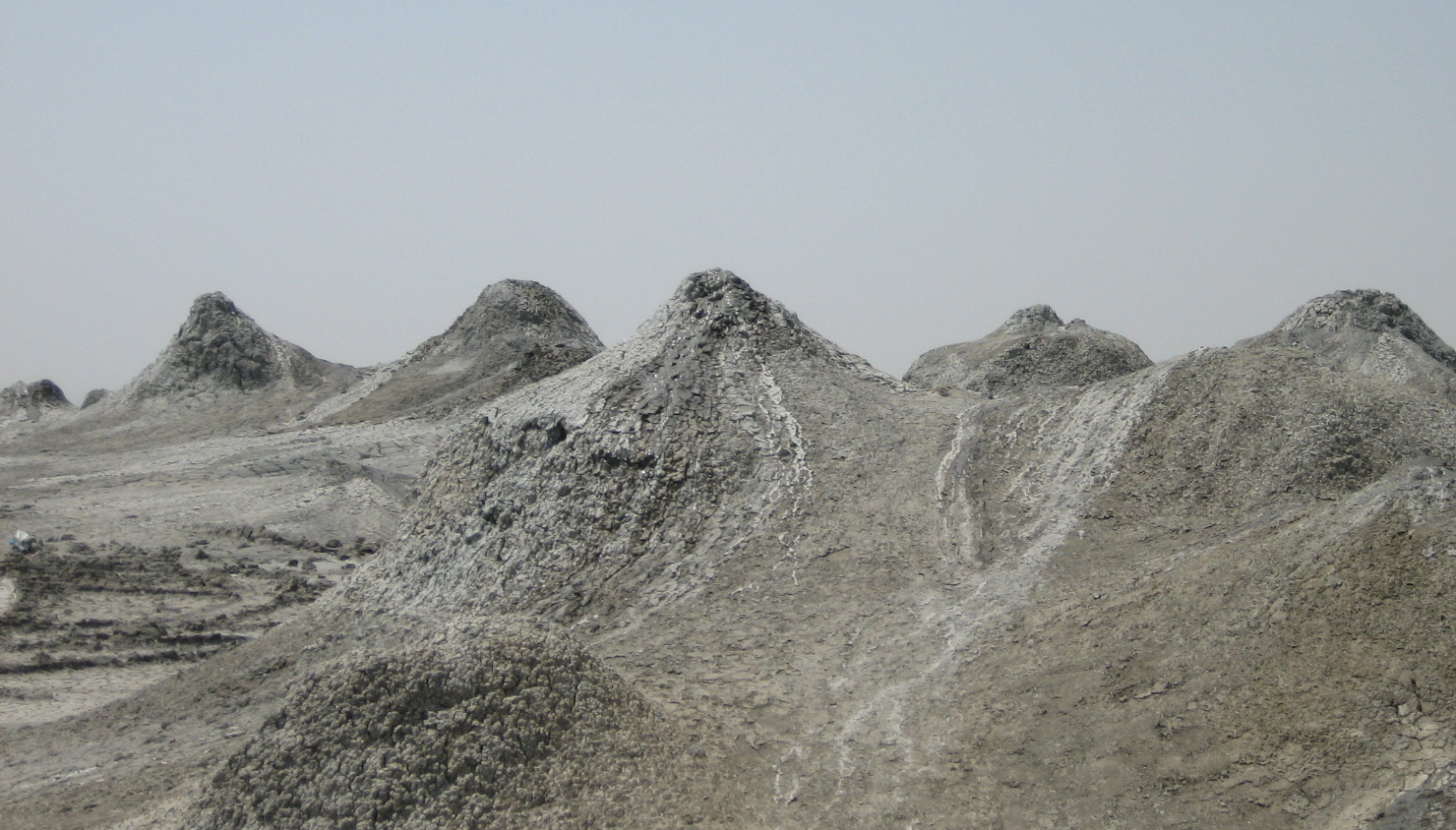
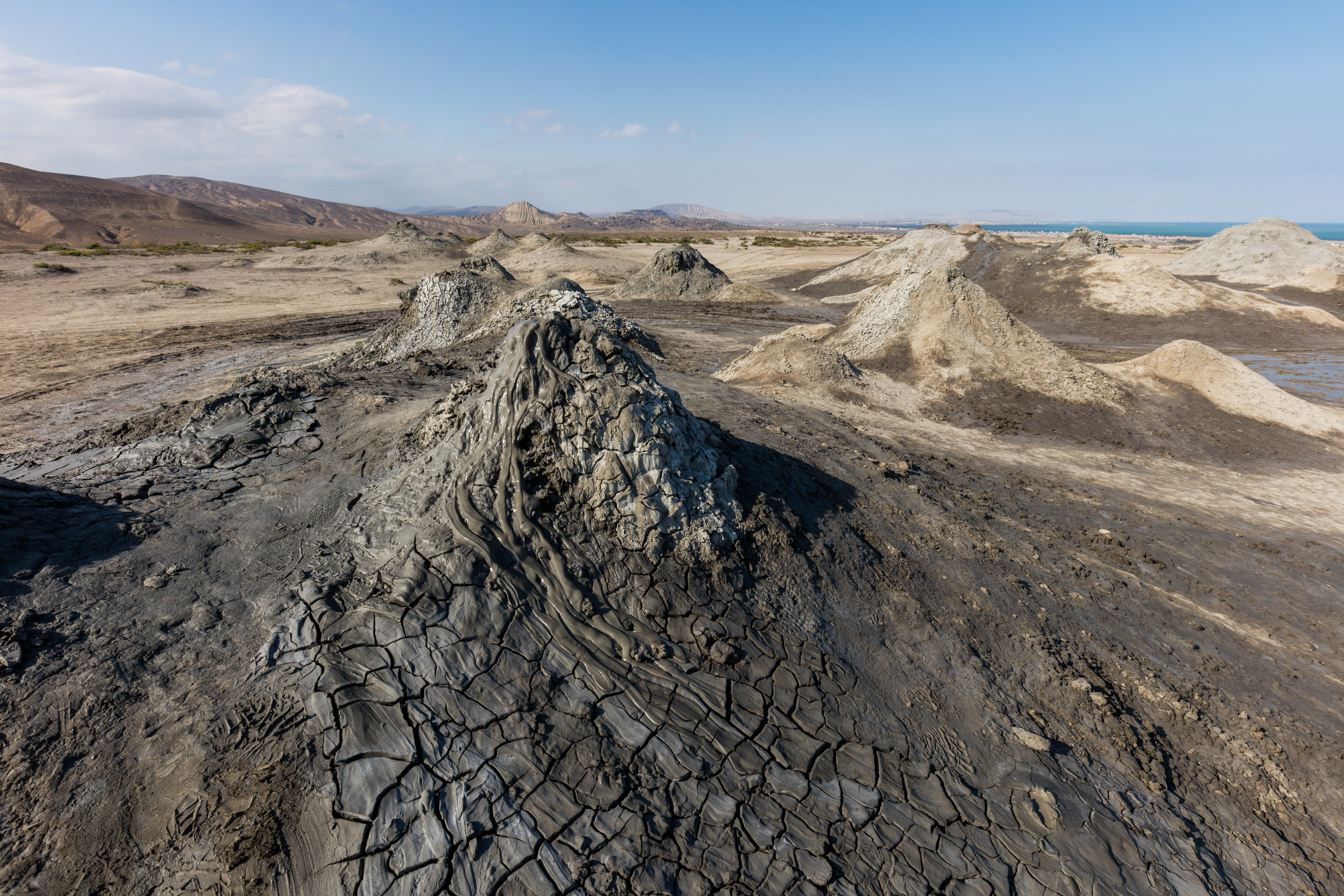
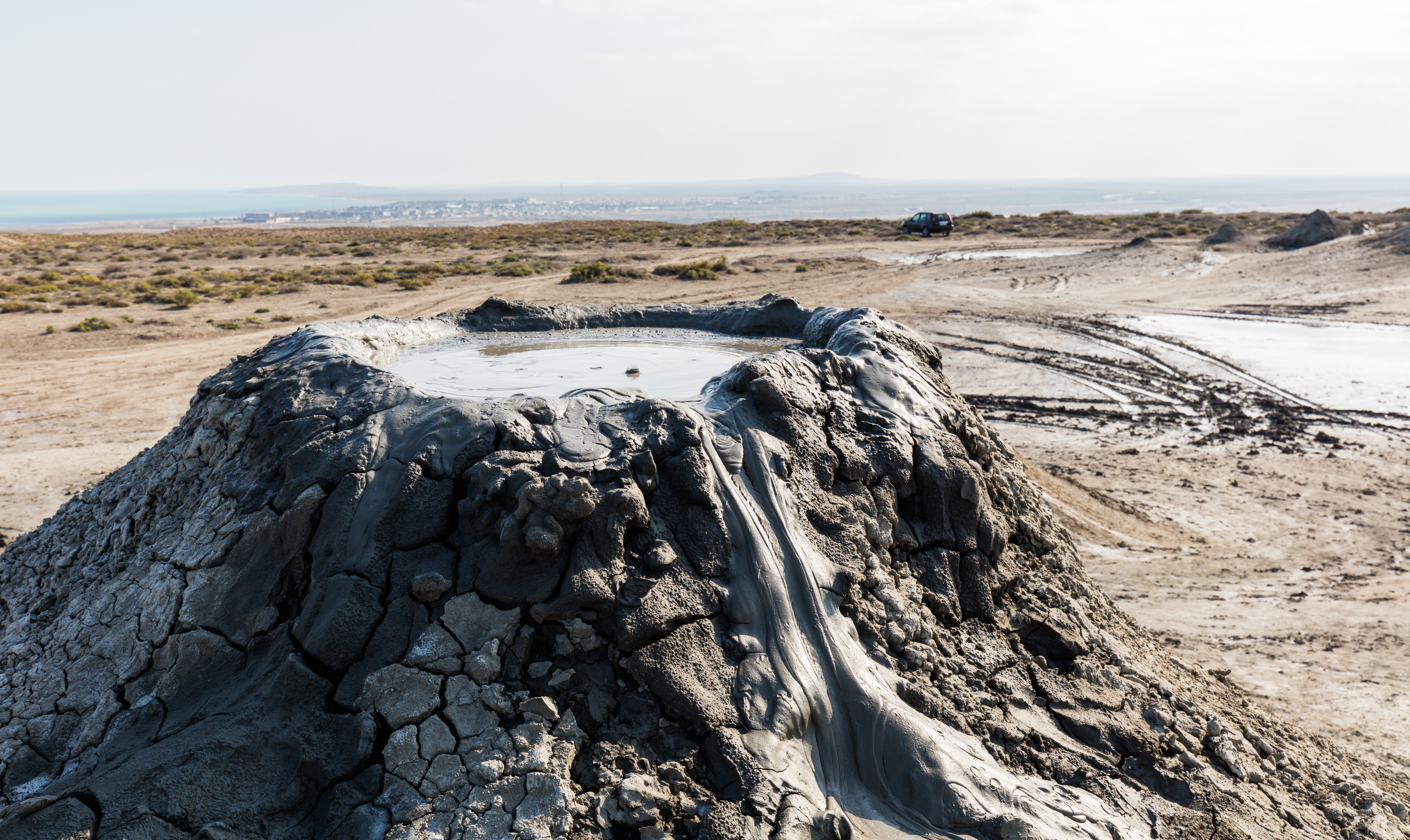
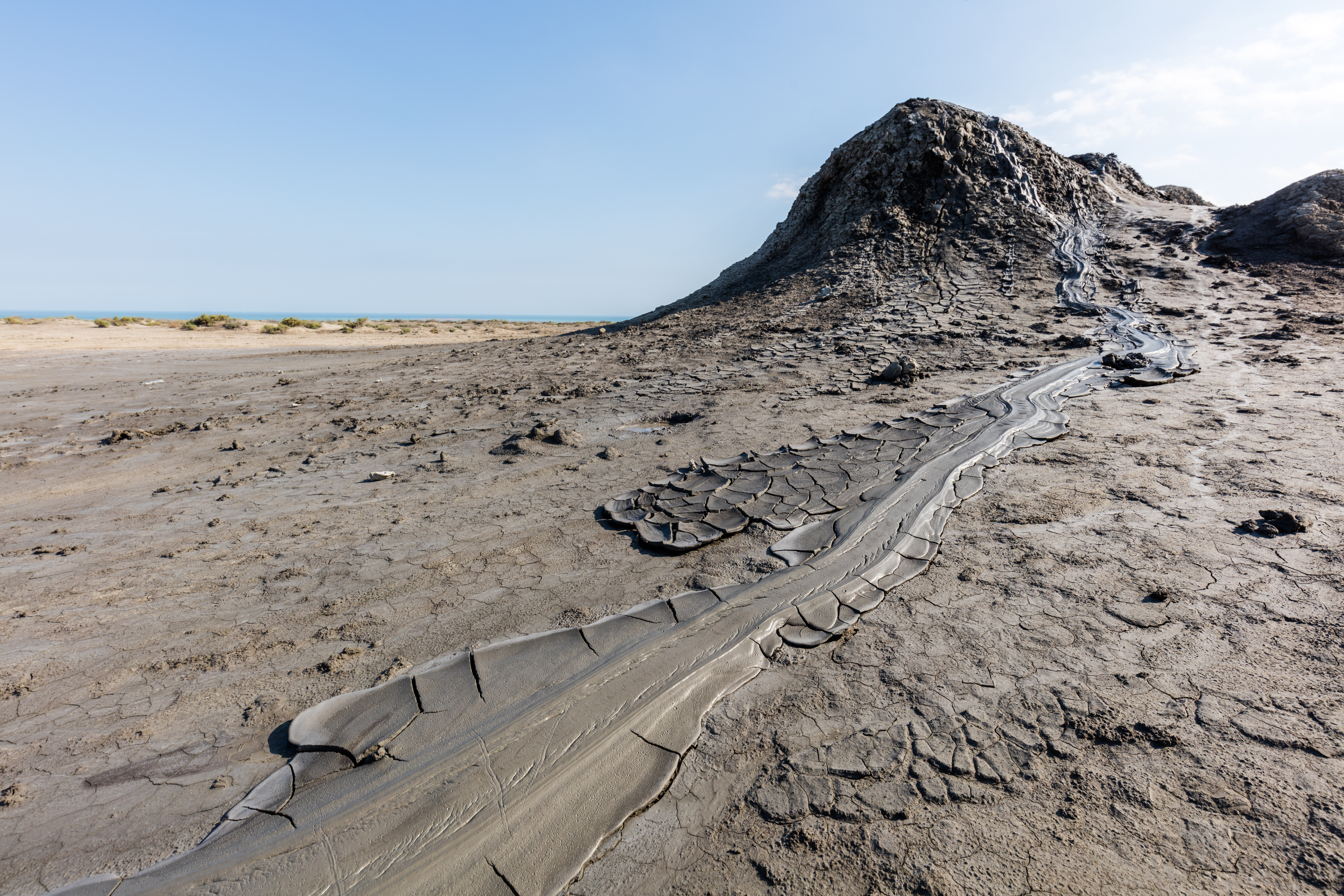
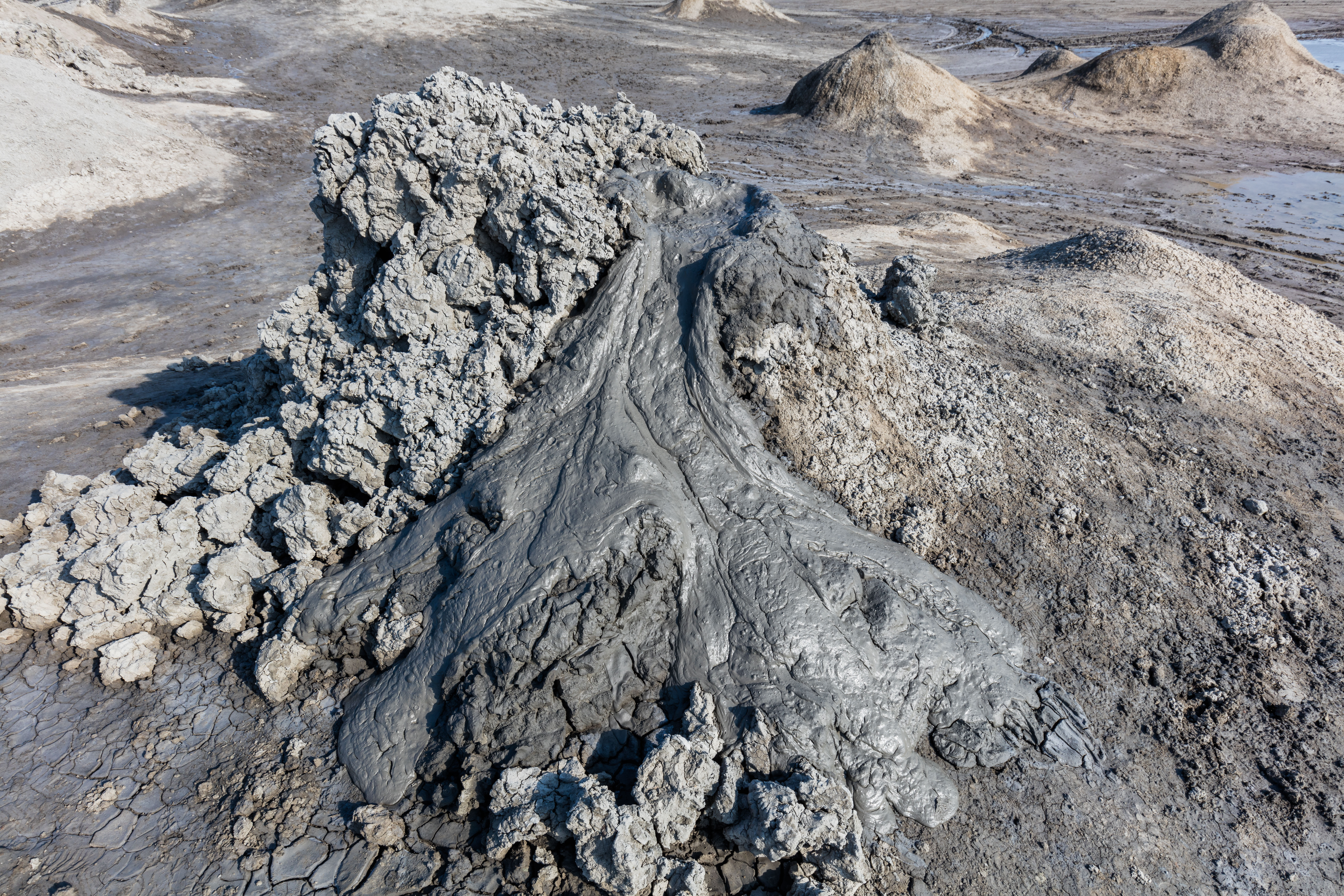

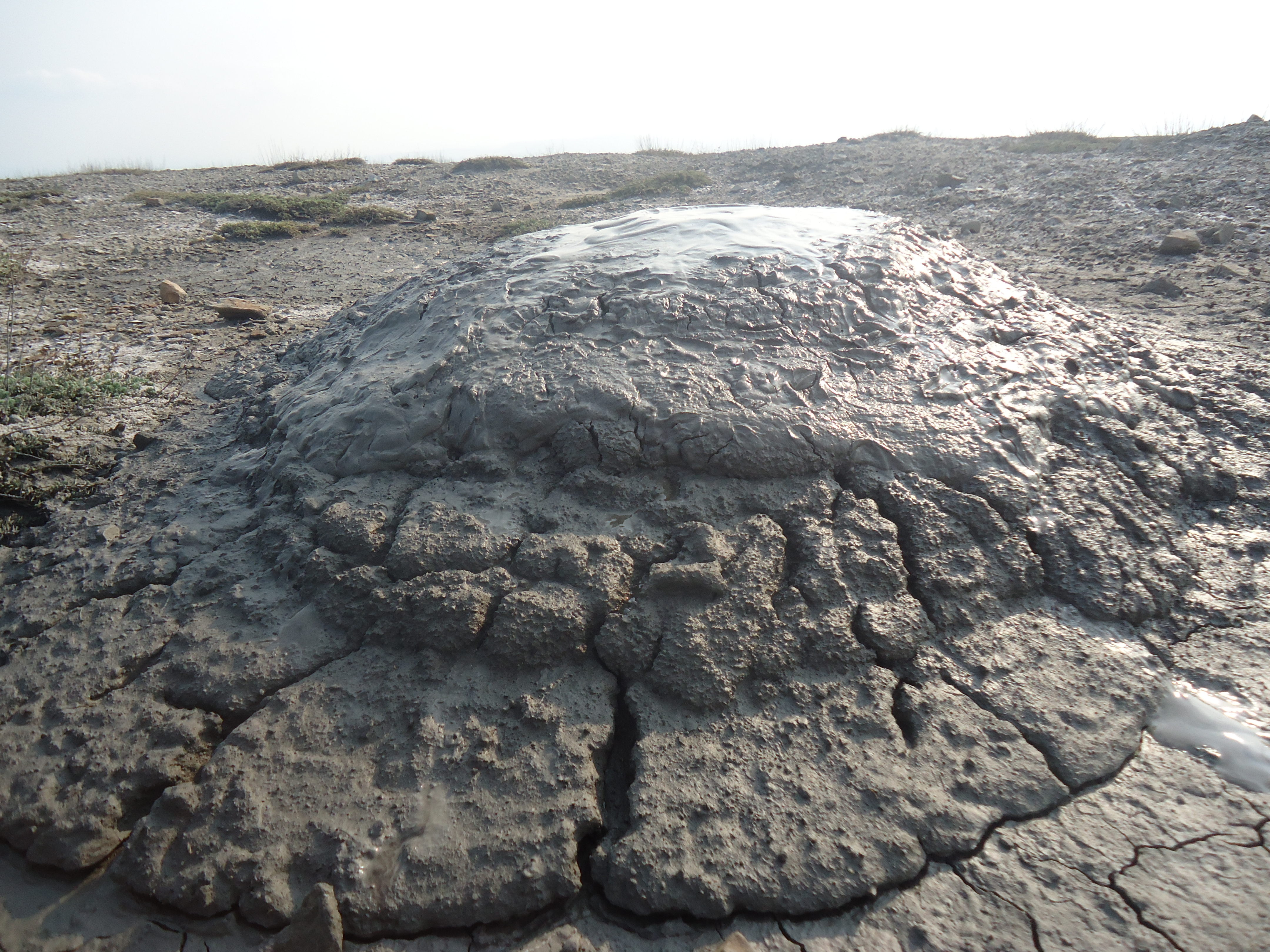
"Kanizadagh"
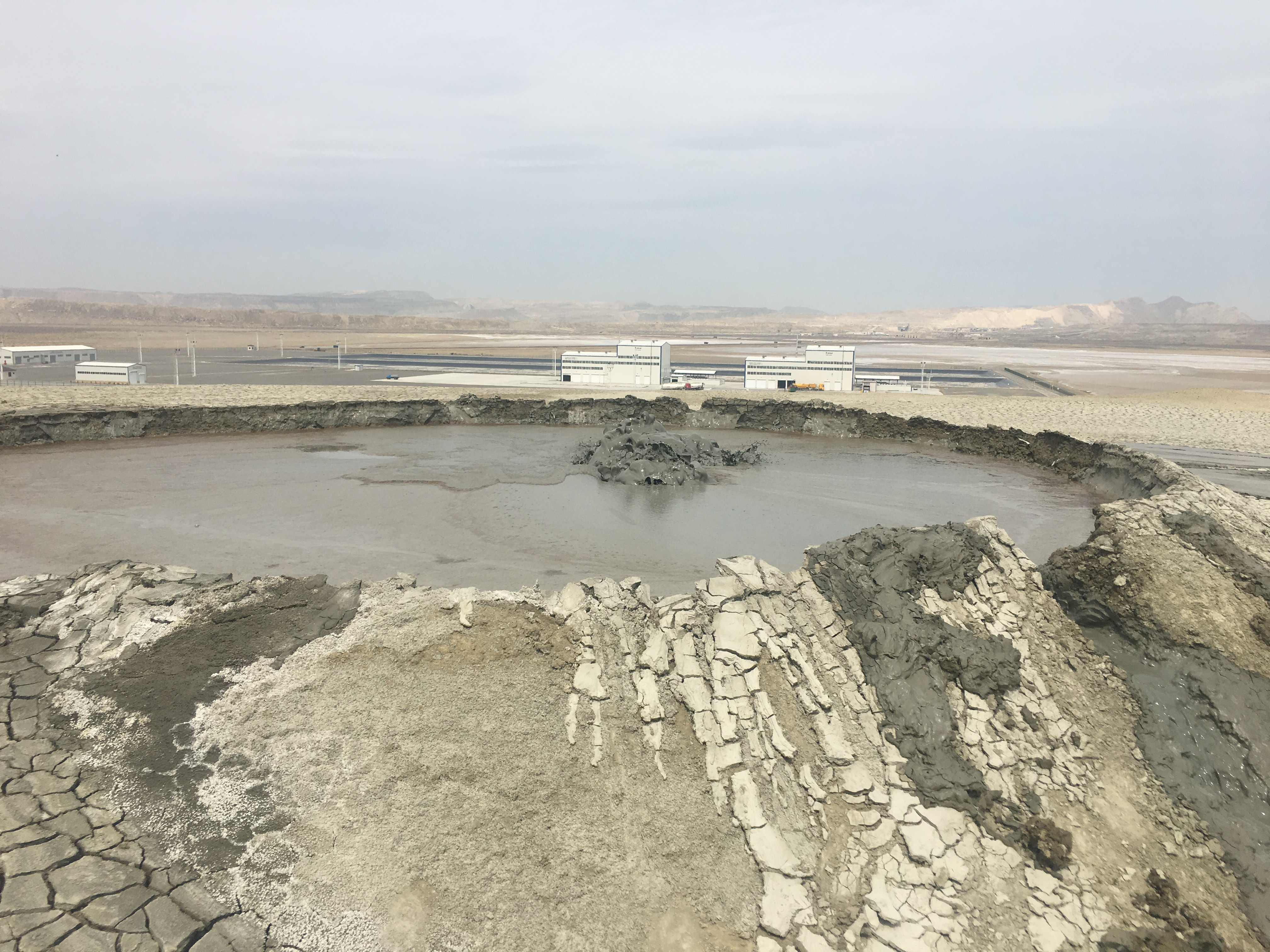
"Garadagh"
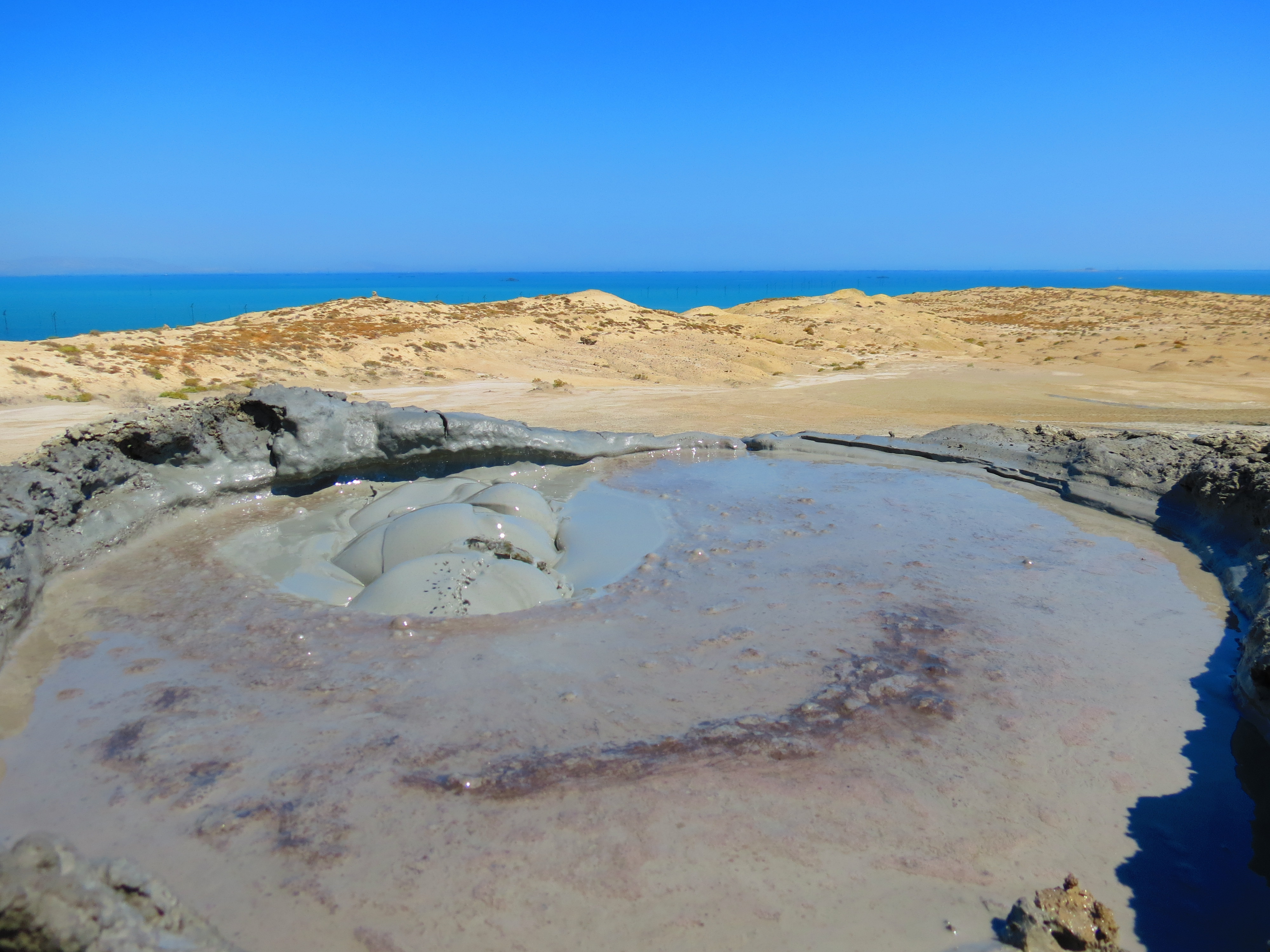
"Bahar"
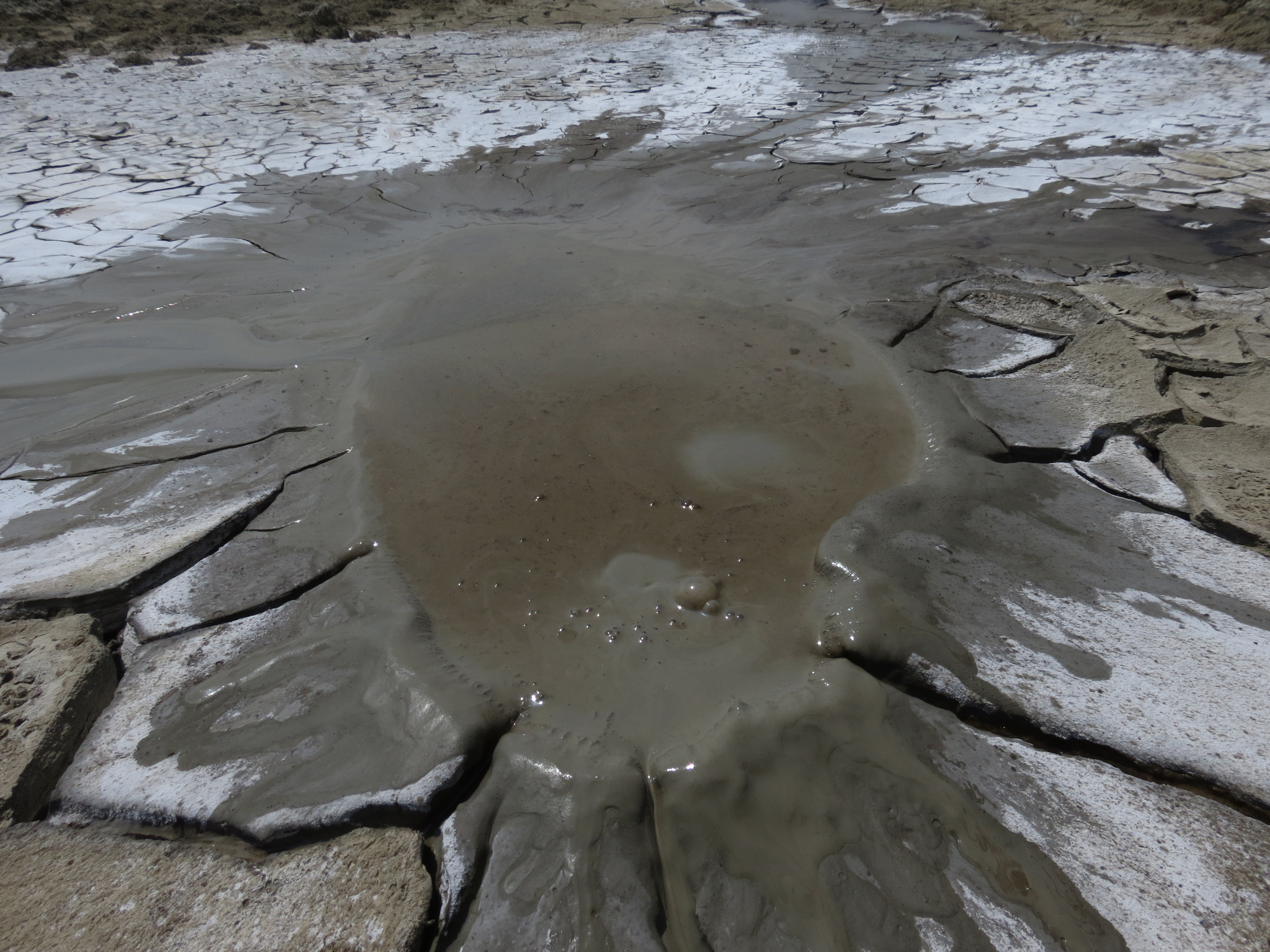
"Goturdagh"
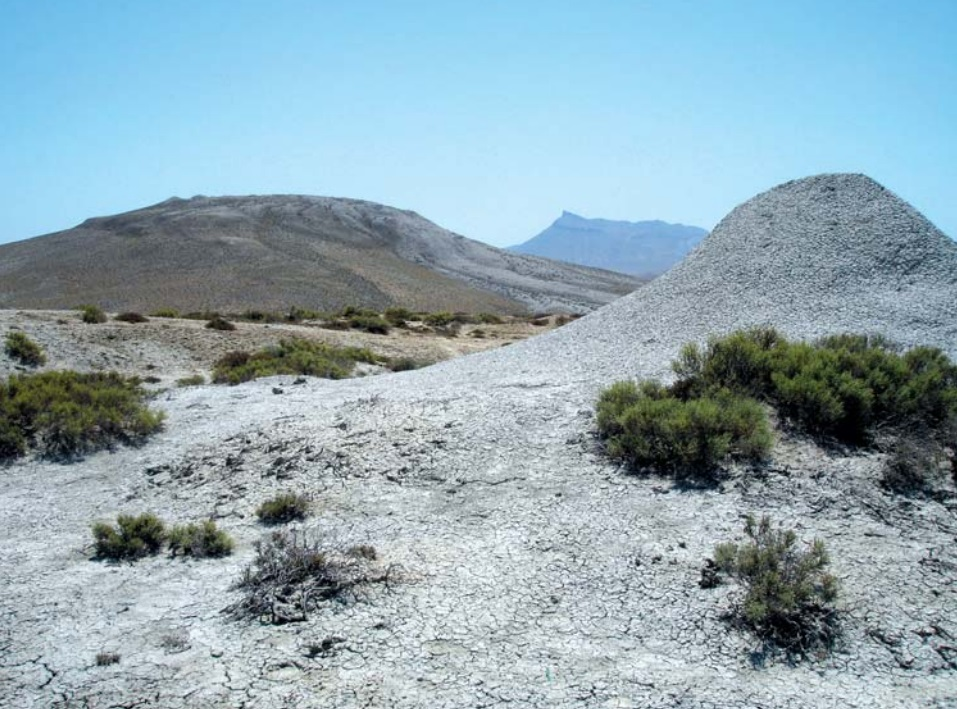
"Shongar"

## Siete maravillas naturales del mundo
Las siete maravillas naturales del mundo es un concurso internacional. El proyecto, en la fase inicial tenía un total de 454 nominadas; después se realizó una segunda fase en la cual 261 candidatas pasaron la ronda; de estas quedaron 77, entre las cuales un panel de expertos eligió las 30 finalistas que participaron de la última etapa del concurso. Entre las últimas 30 finalistas se podía ver los volcanes de lodo de Azerbaiyán.